# Parafia św. Mikołaja w Lubiewie
Parafia Świętego Mikołaja w Lubiewie – rzymskokatolicka parafia w Lubiewie. Należy do dekanatu lubiewskiego diecezji pelplińskiej. Erygowana w XIV wieku.